# Georgy Adams
Georgy Adams, né le 9 mars 1967 à Papeete, est un ancien joueur de basket-ball français, évoluant au poste d'ailier (1,95 m), reconverti comme entraîneur de l'AS Monaco.

## Carrière de joueur
Adams a évolué principalement avec Antibes, le CSP Limoges et l'ASVEL Villeurbanne.

### Clubs
- 1985-1993 :  Olympique d'Antibes Juan-les-Pins (N 1 A)
- 1993-1995 :  Cercle Saint-Pierre de Limoges (Pro A)
- 1995-1996 :  Paris Basket Racing (Pro A)
- 1996-1999 :  ASVEL Villeurbanne (Pro A)
- 1999-2000 :  Olympique d'Antibes Juan-les-Pins (Pro A)

puis  Pallacanestro Cantù (Lega A)
- 2000-2001 :  Pallacanestro Cantù (lega A)

puis  Barcellona

## Palmarès

### En équipe de France
International français, il a notamment disputé le championnat d'Europe 1997.

### En club
- Champion de France Pro A 1991 avec Antibes, 1994 avec CSP Limoges
- Participation au Final Four de l'Euroligue 1997 avec l'ASVEL
- Quart de finale l'Euroligue en 1999 avec l'ASVEL
- Vice champion de France 1997, 1999 avec l'ASVEL
- Coupe de France : 1994 et 1995 avec CSP Limoges, 1997 avec l'ASVEL

## Carrière d'entraîneur
- 2005 - 2010 :  AS Monaco - N2